# Przystanek Woodstock 2014
Przystanek Woodstock 2014 – album Kasi Kowalskiej, wydany 27 lipca 2015 roku.

## Opis
Premiera albumu miała miejsce w namiocie Akademii Sztuk Przepięknych na Przystanku Woodstock rok po występie Kasi Kowalskiej w tym samym miejscu. Wydawnictwo zawiera również DVD, z momentami wykonania utworów zawartych na płycie podczas XX Przystanku Woodstock.

## Lista utworów
1. Jeśli blask twój zwiódł (muz. J. Chilkiewicz, W. Kuzyk, sł. K.Kowalska) – (05:25)
2. Gemini (muz. D. Howorus, K.Kowalska, sł. K.Kowalska) – (03:45)
3. Jak rzecz (muz. D. Howorus, K.Kowalska, sł. K.Kowalska) – (03:53)
4. Co może przynieść nowy dzień/Czekam, boję się (muz. J. Chilkiewicz, sł. K.Kowalska / muz. M. Gładysz, K.Kowalska, sł. K.Kowalska) – (06:00)
5. Oto ja (muz. W. Kuzyk, K.Kowalska, sł. K.Kowalska) – (05:33)
6. Antidotum (muz. M. Grymuza, sł. K.Kowalska) – (04:07)
7. No Quarter (muz. i sł. J.Page, R. Plant, J.P.Jones) – (06:33)
8. Spowiedź (muz. J. Runowski, sł. K.Kowalska) – (03:42)
9. Cukierek - mój dawca słodyczy (muz. W. Kuzyk, K.Kowalska, sł. K.Kowalska) – (02:42)
10. Wyznanie (muz. D. Howorus, K.Kowalska, sł. K.Kowalska) – (06:27)
11. Would? (muz. i sł. J. Cantrell) – (03:51)
12. I`ve Got The World On a String (muz. H. Arlen, sł. T. Kohler) – (03:37)
13. Coś optymistycznego (muz. K. Yoriadis, sł. K.Kowalska) – (04:03)
14. A to, co mam... (muz. R. Amirian, sł. K.Kowalska) – (06:41)[3]

## Skład
- Kasia Kowalska – gitara akustyczna, mandolina, instrumenty perkusyjne, wokal
- Paweł Grudniak – gitara basowa, kontrabas
- Tomasz Kraśkiewicz – gitara akustyczna, lap steel, wokal
- Jerzy Markuszewski – perkusja, instrumenty perkusyjne
- Joachim Mencel – lira korbowa, fortepian
- Jerzy Runowski – gitara akustyczna, bajno, cuatro, wokal

### Gościnnie
- Jarosław Chilkiewicz – gitara akustyczna
- Tomasz "Titus" Pukacki – wokal
- Radosław "Skubas" Skubaja – gitara akustyczna, wokal
- Wojciech Wójcicki – gitara[3]